# 栄光乃園幼稚園
栄光乃園幼稚園（えいこうのそのようちえん）は、東京都武蔵野市境一丁目に所在する私立幼稚園である。1951年（昭和26年）に設立され、学校法人武蔵野平安学園が運営している。

## 概要
JR中央線・西武多摩川線武蔵境駅から徒歩3〜4分の住宅地に位置する。定員は約315名で、地域でも規模が大きい幼稚園の一つとして知られる。

## 教育方針・特色
キリスト教精神を基盤に、モンテッソーリ教育法を導入し、子どもたちの自主性・自立心を育むことを目標としている。教育理念は「神に祝福され、人に愛され、人を愛する子ども」の育成である。
また、専門講師による体育指導や音楽リトミック指導を取り入れ、情操面・体力づくりにも注力している。延長保育（預かり保育）や通園バスが整備され、武蔵野市内のみならず小金井市・三鷹市・西東京市方面まで送迎を行っている。入園前の幼児と保護者への支援を目的としたプレ保育も実施している。

## 沿革
- 1948年（昭和23年） - 創立者の多古和隆牧師（メソジスト派）が武蔵野に日曜学校（教会学校）を開設。
- 1949年（昭和24年） - 姉妹園となる武蔵野平安幼稚園を設立。
- 1951年（昭和26年） - 武蔵野保育園（後の栄光乃園幼稚園の前身）を開園。
- 1954年（昭和29年） - 武蔵野保育園を幼稚園に改組し、栄光乃園幼稚園が正式に発足。
- 1976年（昭和51年） - 創立25周年を記念して園舎を新築・拡張。パイプオルガンを備えた礼拝堂を設置。
- 2011年（平成23年） - 武蔵野平安幼稚園が閉園となり、栄光乃園幼稚園と統合。ホール棟（新園舎）を完成させる。

## 施設
園舎は本館（園舎）とホール棟から構成される。1976年設置の礼拝堂にはパイプオルガンが備えられ、キリスト教保育の象徴となっている。ホール棟（2011年完成）は多目的ホールとして利用される。園内はバリアフリー化され、車椅子対応のエレベーターや多目的トイレが整備されている。

## 園名の由来
園名の「栄光」（Gloria）と姉妹園であった「平安幼稚園」の「平安」（Pax）は、創立者多古和隆牧師が聖書（ルカによる福音書2章14節）の一節「いと高きところには栄光、神にあれ。地には平安、主の喜び給う人にあれ。」から採用したものである。